# Apostolische Präfektur Hainan
Die in der Provinz Hainan, Volksrepublik China gelegene Apostolische Präfektur Hainan wurde am 15. April 1929 als Mission sui Juris von Hainan begründet und am 25. Mai 1936 zur  Apostolischen Präfektur erhoben.
Von den Picpus-Missionaren betreut, zählte die Präfektur 1950 3.419 Katholiken (0,1 % der Bevölkerung) in 9 Pfarreien mit 5 Diözesanpriestern, 14 Ordenspriestern und 20 Ordensschwestern.
Sie hat eine Größe von 35.000 km².